# Острандер (Минесота)
Острандер (енгл. Ostrander) град је у америчкој савезној држави Минесота.

## Демографија
По попису из 2010. године број становника је 254, што је 42 (19,8%) становника више него 2000. године.
| Група             | 2000.       | 2010.       |
| Белци             | 211 (99,5%) | 247 (97,2%) |
| Афроамериканци    | 0 (0,0%)    | 0 (0,0%)    |
| Азијати           | 0 (0,0%)    | 0 (0,0%)    |
| Хиспаноамериканци | 1 (0,5%)    | 2 (0,8%)    |
| Укупно            | 212         | 254         |